# Дашко, Руслан Сергеевич
Русла́н Серге́евич Дашко́ (род. 13 августа 1996, Егорлыкская, Ростовская область станица Егорлыкская, Ростовская область) — российский гандболист, правый полусредний клуба СКИФ.

## Карьера

#### Клубная
Руслан Дашко начинал свою профессиональную карьеру в клубе Динамо-Виктор.  С сезона 2019/20 Дашко стал игроком «Анхель Хименес».

#### Международная
Руслан Дашко выступает за сборную России.

## Статистика
Статистика Руслана Дашко в сезона 2019/20 указана на 29.01.2020
| Сезон        | Клуб           | Лига        | Матчи | Голы | 7-метр | Голы |
| ------------ | -------------- | ----------- | ----- | ---- | ------ | ---- |
| 2014/15      | Динамо-Виктор  | Суперлига   | 27    | 146  | 5      | 141  |
| 2015/16      | Динамо-Виктор  | Суперлига   | 21    | 126  | 9      | 117  |
| 2016/17      | Динамо-Виктор  | Суперлига   | 28    | 162  | 0      | 162  |
| 2017/18      | Динамо-Виктор  | Суперлига   | 25    | 93   | 0      | 93   |
| 2018/19      | Динамо-Виктор  | Суперлига   | 15    | 61   | 0      | 61   |
| 2019/20      | Анхель Хименес | LIGA ASOBAL | 15    | 50   | 0      | 50   |
| 2011–по н.в. | Итого          | LIGA ASOBAL |       |      |        |      |